# Trichotanypus squamiger
Trichotanypus squamiger är en tvåvingeart som först beskrevs av Jean-Jacques Kieffer 1924.  Trichotanypus squamiger ingår i släktet Trichotanypus och familjen fjädermyggor.
Artens utbredningsområde är Polen. Inga underarter finns listade i Catalogue of Life.